# Ginés de Morata
Ginés de Morata fue un compositor renacentista del siglo XVI de origen ibérico, probablemente español.

## Vida
Apenas se conocen detalles de su vida, aunque es probable que naciese en España. Ginés de Morata es mencionado en las actas capitulares como maestro de capilla de la Catedral de Almería entre 1549 y 1558, aunque Francisco José Escámez Mañas lo sitúa en Almería en 1541:

En 15 de julio de 1541, se compromete [el arcediano Juan Suárez] a traer Bula de Su Santidad para que se sufrague de Fábrica Mayor el aumento de 4.000 maravedíes en la renta del Maestro de Capilla Ginés de Morata y otros cantores.

Partió hacia Vila Viçosa durante los últimos años de la dinastía de Avis, por invitación del duque de Braganza, Teodosio I o Juan I, para nombrarlo maestro de capilla en el Palacio Ducal de Vila Viçosa. Es probable que falleciese hacia 1576, año en el que fue sustituido en el cargo por António Pinheiro.

## Obras
Solo han sobrevivido un pequeño número de villancicos, madrigales, canciones polifónicas y un Pange lingua. Sus obras se conservan en manuscritos de la capilla de los Duques de Braganza y en el Cancionero de Medinaceli (11 canciones y un Pange lingua), donde es el compositor más representado, después de Cristobal de Morales. Su presencia en el Cancionero de Medinaceli se explicaría por la incorporación de Portugal a la Corona de Castilla entre 1580 y 1640. Algunas de esas obras adaptaban poesías de Diana de Jorge de Montemayor.
La mayor parte de sus obras son profanas, entre las que podemos destacar :
- Pues que no puedo olvidarte
- Aquí me declaró su pensamiento
- Pues para tan alta prueva
- Llamo a la muerte
- Tú me robaste
- En el campo me metí

Entre las obras religiosas tenemos:
- Gloria laus et honor
- Aestimatus sum
- Sepulto Domino

## Discografía
- 1967 - Cantos de España. Victoria de los Ángeles, Ars Musicae de Barcelona. EMI Classics 7243 5 66 937 2 2.
- 1992 - El cancionero de Medinaceli 1535-1595. Jordi Savall. Hespèrion XX. Astrée. 1992.